# 乳児用液体ミルク
乳児用液体ミルクとは、誕生から12か月までの乳児が母乳の代わりとして飲むことができるように液体状の栄養成分を調整されたミルクのことである。「液体ミルク」と呼ぶのが一般的であるが、単に乳児用ミルクと呼ぶこともある。

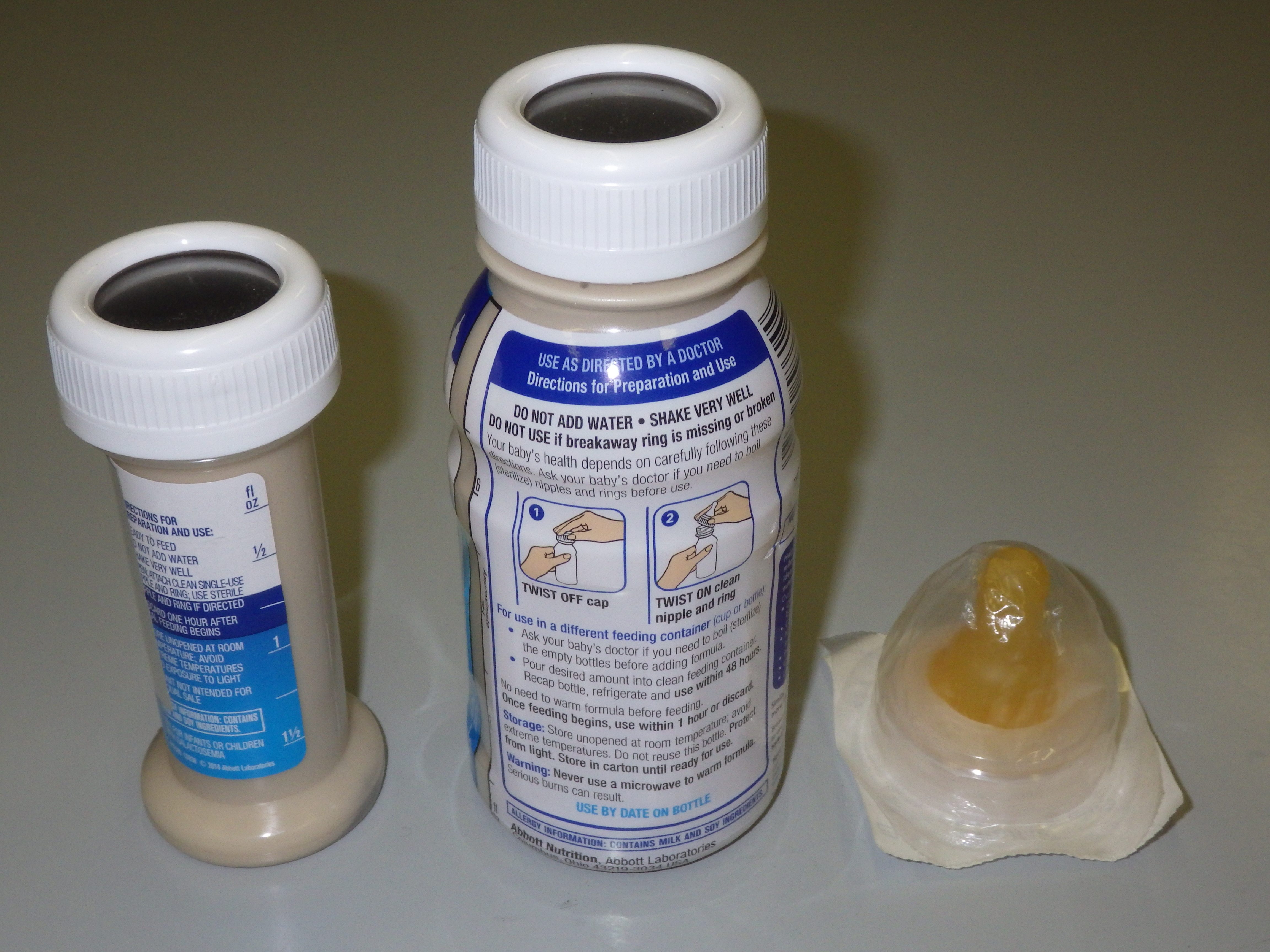
米国内で販売されている乳児用液体ミルク
左：48mL 中：200mL 右：使い捨て用ニップル

## 概要
乳児用に栄養成分を調整された液状のミルクのことである。乳児用に調整された粉状のものを「粉ミルク」と呼ぶ。粉ミルクは液体ミルクと比較して価格が1/3から1/2程度である点と、開封後も一定期間保存出来るメリットがあるものの、70℃以上の湯で溶かしてから適温に冷まして与える必要がある。液体ミルクは調乳の手間がなくそのまま与えられるため、授乳まで約数秒で準備が完了するメリットがある。消費者庁に認可された液体ミルクは常温で未開封なら紙パックで約6か月、缶で約1年保存可能である。ただし、開封後は直ぐに使用し、飲み残しを与えることは衛生上厳禁で捨てることが指導されている。
乳児用液体ミルクが日本で販売されていなかった1995年には、理由に食品添加物や製造原価だけで粉ミルクの2倍、流通コストなども加わると3倍くらいになるからだとの見方があった。海外では液体ミルクも粉ミルクの2、3倍の値段で販売されている。
なお、1981年のWHOの基準によって、乳児用ミルクのパッケージには、「母乳は赤ちゃんにとって最良の栄養です」という記載が義務付けられている。このため、日本国内でも翌1982年から粉・液体問わず記載義務が適用されている。

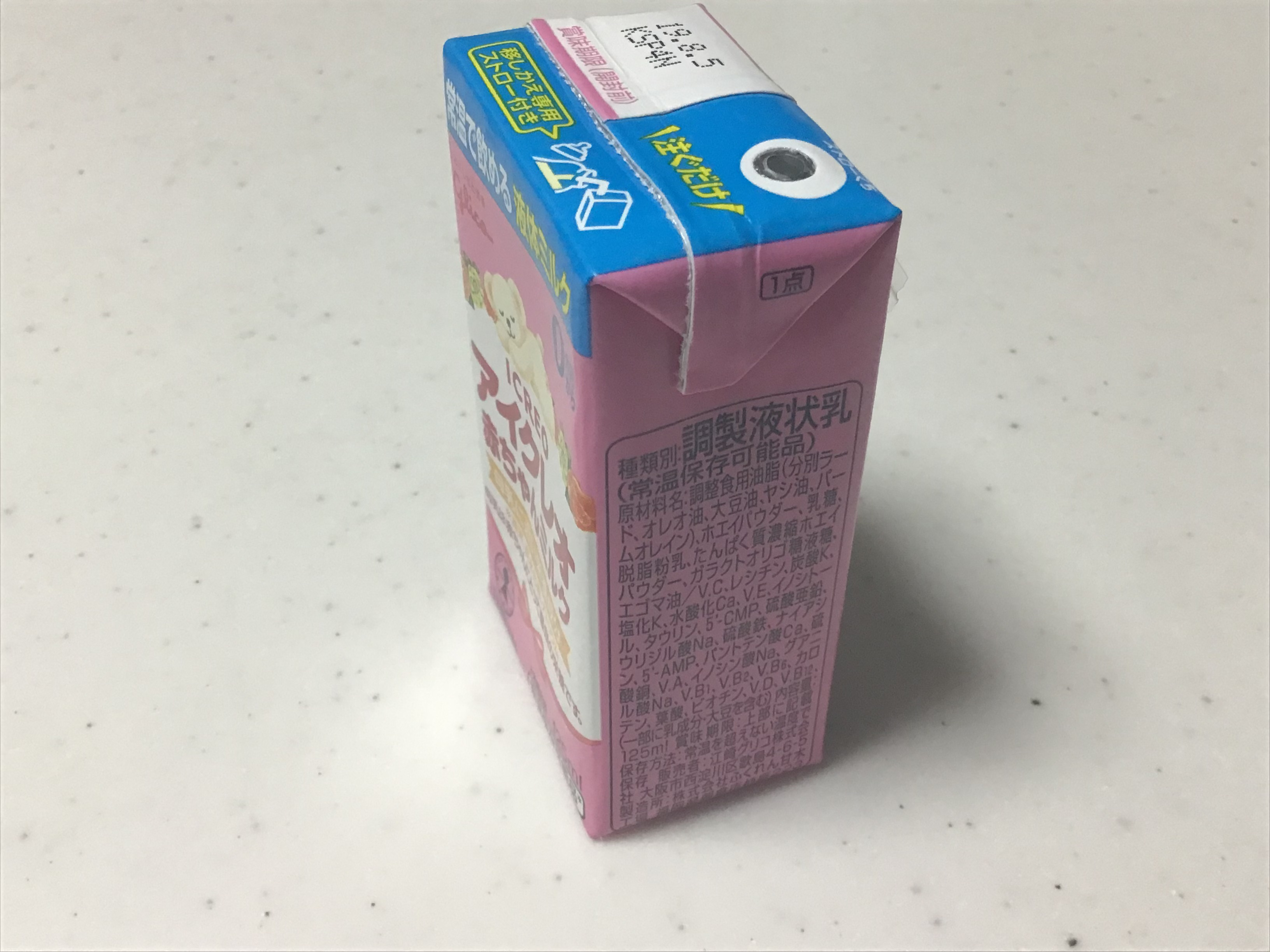
日本初の液体ミルク

2018年8月8日に『乳及び乳製品の成分規格等に関する省令』に関して、厚生労働省が乳児用液体ミルクの規格基準を定めた改正省令を公布、施行した。これによって、国内メーカーにおいても液体ミルクの製造・販売が可能となった。2019年3月11日、江崎グリコは、日本初の乳児用液体ミルク「アイクレオ赤ちゃんミルク」の全国販売を開始した。また、明治も缶入りの「明治ほほえみ らくらくミルク」を2019年4月26日に全国販売を開始した。乳児用液体ミルクは育児負担の軽減だけでなく、災害時の救援物資としても注目を集めており、今後自治体などでの備蓄が進むとみられる。2019年時点で長期間の保存が可能と認められたグリコと明治の2社が販売を許可されている。

## 災害時・保存
乳児用液体ミルクは、容器内のミルクを乳幼児がそのまま飲むことができるため、災害時においても衛生的な水や煮沸消毒を必要とせず阪神・淡路大震災や東日本大震災のような大規模災害が発生する度に国内販売を求められてきた。しかし、食品衛生法や省令により乳児用液体ミルクは認められていなかった。阪神・淡路大震災当時の朝日新聞は、乳児用液体ミルクに関して『厚生労働省は「省令は、成分や配合の割合を承認するためのものであり、液体タイプを禁じているわけではない」との見解を発表しているものの、事実上、液体タイプのミルクを生産・輸入しても「乳児用ミルク」としては認められず、単なる乳飲料とされてしまう。』と掲載している。東日本大震災を受けて、2015年5月に日本小児科学会は関係省庁に対し、「災害時の液状ミルクと使い捨て哺乳瓶の確保」を要望している。また、2016年に発生した熊本地震では、駐日フィンランド大使館から救援物資として液体ミルクが配布された。
厚生労働省の省令の改正で、加熱殺菌などの製造方法や常温を超えない温度での保存などが規定され、2019年に販売開始した認可国産液体ミルクは未開封時は海外製品より長期間保存が可能である。しかし、開封後は直ぐに飲みきることが海外製品と同様に必須だが、2019年の販売時には災害備蓄以外にも消毒した哺乳瓶に常温のまま注ぐだけでお湯や水に溶かす必要がないので育児負担を軽減目的に外出時・深夜の利用目的で売り上げが伸びている。